# Joseph Patrick Hurley
Joseph Patrick Hurley (* 21. Januar 1894 in Cleveland, Ohio, USA; † 30. Oktober 1967) war Bischof von Saint Augustine.

## Leben
Joseph Patrick Hurley empfing am 29. Mai 1919 das Sakrament der Priesterweihe.
Am 16. August 1940 ernannte ihn Papst Pius XII. zum Bischof von Saint Augustine. Kardinalstaatssekretär Luigi Kardinal Maglione spendete ihm am 6. Oktober desselben Jahres die Bischofsweihe; Mitkonsekratoren waren der Apostolische Nuntius in Belgien, Clemente Micara, und der Apostolische Delegat in China, Erzbischof Celso Costantini. Am 26. November 1940 erfolgte die Amtseinführung. Papst Pius XII. verlieh ihm am 18. August 1949 den persönlichen Titel eines Erzbischofs.

## Auszeichnungen
- 1965: Großkreuz des Ordens San Raimundo de Penafort